# Filip Wahlqvist
Filip Wahlqvist (14 maggio 2001) è uno sciatore alpino norvegese.

## Biografia
Specialista delle prove tecniche attivo dal dicembre del 2017, Filip Wahlqvist ha esordito in Coppa Europa il 7 gennaio 2022 a Berchtesgaden in slalom speciale (18º); non ha debuttato in Coppa del Mondo né preso parte a rassegne olimpiche o iridate.

## Palmarès

### Coppa Europa
- Miglior piazzamento in classifica generale: 140º nel 2022

### Campionati norvegesi
- 1 medaglia:
  - 1 argento (slalom speciale nel 2020)